# John Salza
John Salza né le 30 novembre 1967 est un essayiste américain s'intéressant à la religion.  

## Biographie
John Salza fut élevé dans la foi catholique romaine. Il suivit une école de droit et fut convié à rejoindre la franc-maçonnerie. Il y passé de nombreuses années et finit par atteindre le grade 32e du Rite écossais ancien et accepté au sein de la Grande Loge du Wisconsin. Il renonça alors a son appartenance à la maçonnerie et la dénonce dans un livre. Son parcours s'apparente à celui de Maurice Caillet en France, de Burkhardt Gorissen en Allemagne et de Jim Shaw aux États-Unis.
Salza a mené des recherches dont il a tiré des livres sur le catholicisme et la franc-maçonnerie. Il est l'infographe du site ScriptureCatholic.com. Il croit au géocentrisme, est partisan du créationnisme, pensant que la terre est seulement âgée de 14 000 ans et est opposé au sionisme pour des raisons liées aux écritures bibliques.